# Кузмін Михайло Олексійович
Михайло Олексійович Кузмін (6 (18) жовтня 1872, Ярославль — 1 березня 1936, Ленінград) — російський поет Срібної доби, перекладач, прозаїк, композитор.

## Біографія
Народився 6 (18) жовтня 1872 в Ярославлі в родини дворянина Олексія Олексійовича Кузміна (1812–1886) та його дружини Надії Дмитрівни Кузміної (уродженої Федорової) (1834–1904).
У короткій автобіографії Михайло Кузмін писав, що одним з предків його матері був відомий за часів Катерини II французький актор Жан Офрень, інші родичі походили з небагатих дворян Ярославської та Вологодської губерній. Дослідники творчості М. Кузміна відзначають, що ці факти його сімейної історії — споконвічно російські та західноєвропейські коріння — наклали незгладимий відбиток на особистість майбутнього письменника та поета, створивши незвичайний сплав довірливості та прямоти з підкресленим артистизмом та схильністю до епатажу.
Сім'я Кузміна переїхала в Петербург 1884 року, де Михайло закінчив 8-му Санкт-Петербурзьку гімназію, після чого кілька років провчився в консерваторії у М. А. Римського-Корсакова та А. К. Лядова. Згодом М. Кузмін виступав як автор та виконавець музичних творів на власні тексти. Певна популярність прийшла до М. Кузміна після його музичних виступів на «Вечорах сучасної музики» — музичного відділення журналу «Світ мистецтва». Кузмін підтримував дружні стосунки з художниками групи «Світ мистецтва». Естетика мирискусників справила вплив на його літературну творчість.
Великий вплив на Кузміна мала юнацька дружба та листування з Г. В. Чичеріним та подорожі по Єгипту та Італії, а потім по російській Півночі (довгий час Кузмін захоплювався російським старообрядництвом).
За деякими даними, 1905 року Кузмин вступив в Союз російського народу, у всякому разі, його стійкий інтерес до націоналістичного руху добре засвідчений сучасниками.
Після революції Михайло Кузмін залишився в Росії та займався переважно перекладами. У 20—30-ті рр. Михайло Олексійович вимушено перестав друкувати свої вірші та прозу, часом він брав участь у театральних постановках як музичний керівник, писав театральні рецензії. На запрошення Максима Горького Кузмін брав участь у складанні планів французької секції видавництва «Всесвітня література», перекладав прозу Анатоля Франса та редагував зібрання його творів.
Кузмін відносно спокійно, хоча і в тривозі за своїх близьких, пережив початок політичних репресій. Можливо, свою роль у цьому зіграла давня, ще з гімназійних часів, дружба з Г. В. Чичеріним — наркомом закордонних справ СРСР.
Кузмін помер 1 березня 1936 в Куйбишевській (Маріїнській) лікарні в Ленінграді. Він був похований на Літературних містках Волковського цвинтаря. Після закінчення Великої Вітчизняної війни його могила була перенесена на іншу ділянку того ж цвинтаря у зв'язку зі спорудженням меморіалу родини Ульянових. Останні кілька років у річницю смерті Михайла Кузміна на його могилі збираються шанувальники його творчості та читають його вірші, віддаючи данину пам'яті талановитому поетові.

## Творчість Кузміна

### 1900-ті й 1910-ті роки

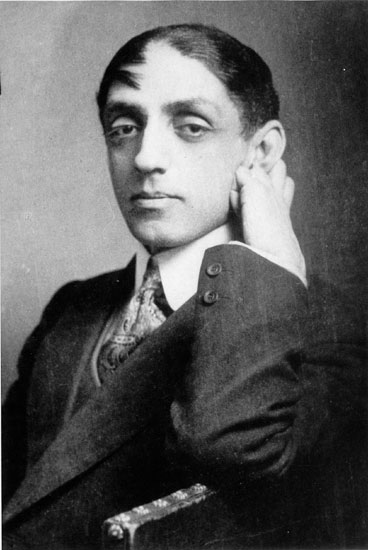

Дебютував у 1905 в напіваматорському «Зеленому збірнику віршів та прози», після чого творчість Кузміна викликала інтерес В. Я. Брюсова, який залучив його до співпраці в символістському журналі «Весы» («Терези») та переконав його займатися, перш за все, літературною, а не музичною творчістю. У 1906, в незвично для Срібного століття пізньому віці 34-х років, Кузмін виступив у «Терезах» із першими помітними поетичними (цикл «Олександрійські пісні») та прозовими (філософськи-публіцистичний роман «Крила») публікаціями. У 1907 з'явилися його нові прозові речі («Пригоди Еме Лебеф», «Картонний будиночок»), а 1908 року вийшла його перша книга віршів «Мережі», куди увійшли також «Олександрійські пісні». Дебют Кузміна супроводжував гучний успіх та співчуття з боку критиків-модерністів, в той же час роман «Крила» викликав скандал через перший в російській літературі нейтральний опис гомосексуальних почуттів та відносин (втім, цілком цнотливий). Кузмін продовжував писати прозу до кінця 1910-х років, але його інші романи, повісті та оповідання, переважно майстерно стилізовані під пізнеантичну прозу або XVIII століття, привернули меншу увагу критики, ніж «Крила».
Для віршів Кузміна характерний ряд постійних образів (елліністична Александрія, французький XVIII повік, російська релігійність), віртуозне володіння формою (одним з перших розробляв вільний вірш), особлива увага до деталей. Ряд рис його творчості зближував Кузміна з акмеїстами, які багато в чому надихалися його програмною статтею «Про прекрасну ясність» (1910). Зокрема Кузмін писав в цій статті:
«Хай ваша душа буде цільна або розколота, нехай світоосягнення буде містичним, реалістичним, скептичним, або навіть ідеалістичним (якщо ви до такої міри нещасні), нехай прийоми творчості будуть імпресіоністичними, реалістичними, натуралістичними, зміст — ліричним або фабулістичним, нехай буде настрій, враження — що хочете, але, благаю, будьте логічні — да проститься мені цей крик серця! — логічні в задумі, в будові твору, в синтаксисі».
Сам Кузмін, втім, до акмеистів не примикав та ставився до багатьох з них іронічно. У статті «Стружки» Кузмін так викладав свою позицію відносно літературних напрямів:
«Потрібно бути або фанатиком (тобто людиною одностороннім та засліпленим), або шарлатаном, щоб діяти, як член школи. […] Без однобічності та явної безглуздості школи нічого не досягнуть і не принесуть тієї безсумнівної користі, яку можуть та повинні принести. Але що ж робити людині не однобічній та правдивій? Відповідь лише цинічна: користуватися завоюванням шкіл і не втручатися в бійку».
Кузмін — автор збірки критичних статей «Умовності» та обширного «Щоденника», відомого вже сучасникам, але систематично виданого лише нещодавно. Будучи добре освіченою, а крім цього, діяльною та небайдужою людиною, Кузмін писав критичні статті на різні теми, пов'язані з мистецтвом Срібної доби, як то: про прозу, поезію, образотворче мистецтво, музику, театр, кіно і навіть про цирк. Крім цього він періодично публікував замітки щодо суспільно значущих подій, хоча, треба відзначити, що політика цікавила його значно менше за мистецтво.
Виступаючи з поетичними концертами, Кузмін часто вдавався до музичного супроводу, мелодекламував (втім, неголосно), що було тоді у великій моді, а іноді акомпанував собі на гітарі. У 1906 р. він написав музику до постановки «Балаганчика» Олександра Блока на сцені театру Коміссаржевської.
Деякі свої вірші він клав на музику та виконував їх впівголоса як романси. Найбільш широко був відомий його романс «Дитя та троянда», кілька разів перевидавався нотним видавництвом «Евтерпа». Цей романс міцно увійшов в репертуар військового Петрограда та виконувався багатьма артистами до кінця 30-х років, а знаменитий в ті роки артист-ексцентрик Савояров відгукнувся на нього в модному тоді жанрі відповіді романсом-пародією «Дитя, не поспішай» (1915), повним вельми єхидних натяків та передражнювання зніженого авторського стилю Кузміна-артиста.

### Післяреволюційний період
У перші роки після революції Михайло Кузмін співпрацював як композитор із створеним 1919 року Великим драматичним театром — написав музику до вистав «Рваний плащ» С. Бенеллі (1919), «Дванадцята ніч» В. Шекспіра (1921), «Земля» В. Брюсова (1922) та «Близнюки» Т. Плавта (1923).
Післяреволюційна поетична творчість Кузміна (остання збірка — «Форель розбиває лід», 1929) відрізняється заплутаністю образів, зникненням колишньої «легкості» та «манірності», відсиланнями до гностицизму, західноєвропейському експресіонізму (в тому числі і в кіно).
В 1920—1930-ті роки Кузмин, як і багато письменників у радянський період, був змушений заробляти на життя численними перекладами: серед найбільш помітних робіт — «Метаморфози» Апулея (переклад став класичним), сонети Петрарки, вісім п'єс Шекспіра, новели Меріме, вірші Гете та Анрі де Реньє; не все опубліковано, в тому числі повний переклад «Дон Жуана» Байрона. Переклад (можливо, повний) сонетів Шекспіра втрачений в роки війни.
Ряд його пізніх творів, мабуть, не зберігся: романи «Римські чудеса» (збереглися дві опубліковані глави), «Вероніка, що зникла», відомо дуже мало віршів останніх 7 років життя.
Його лірика відзначена предметним та фізичним відчуттям світу, також і в еротичному сенсі. При цьому і в своїх гомосексуальних віршах він настільки точно передає сутність любовного почуття, що тлумачення їх, прив'язане до конкретної біографії поета, виглядає безглуздо обмеженим. Кузміну властиво виняткове почуття форми, він передає радість високого мистецтва поетичної гри.

## Твори
- «Сети» (1908)
- «Осенние озёра», вторая книга стихов, обложка С. Судейкина, книгоиздательство «Скорпион», Москва, 1912.
- «Глиняные голубки» (1914)
- «Вожатый» П., «Прометей», 1918
- «Александрийские песни», Петербург, «Прометей», <1918>, тир. 4500 экз.
- «Двум» П., «Сегодня», 1918
- «Занавешенные картинки» (1920)
- «Эхо» (1921)
- «Нездешние вечера» П., «Петрополис», 1921
- «Параболы» П., «Петрополис», 1923
- «Условности: Статьи об искусстве»[8] П., 1923
- «Новый Гуль» Л., Academia, 1924
- «Форель разбивает лёд», стихи 1925–1928; Обложка В. М. Ходасевич. Издательство Писателей в Ленинграде, 1929.
- «Новый Плутарх. Чудесная жизнь Иосифа Бальзамо, графа Калиостра», П.: «Странствующий Энтузиаст», 1919; Обкладинка М. В. Добужинського.

## Адреси в Санкт-Петербурзі— Петрограді— Ленінграді
- 1902–1904 — прибутковий будинок — 9-я лінія, 28;
- 1910–1912 — квартира В. І. Іванова («Вежа») в прибутковому будинку І. І. Дернова — Таврійська вулиця, 35;
- 1912–1913 — прибутковий будинок акціонерного товариства «Будівельник» — Ринкова вулиця, 16 (нині — Гангутская вулиця);
- 1914 рік — квартира Є. А. Нагродской в прибутковому будинку — Морська вулиця (нині Велика морська вулиця), 46;
- 1914–1915 — дохідний будинок — Спаська вулиця, 11;
- 1915 — 01.03.1936 року — прибутковий будинок — Спаська вулиця, 17, кв. 9 (згодом, після революції, вулиця Рилєєва).

М. А. Кузмін помер в Маріїнської лікарні на Ливарному проспекті (в той час — лікарня ім. Куйбишева на просп. Володарського), 56.
Похований на Вовківському кладовищі.

### Книги
- М. А. Кузмин. Дневник 1934 года. СПб: Издательство Ивана Лимбаха, 1998.
- Михаил Кузмин и русская культура XX века. Тезисы и материалы конференции 15-17 мая 1990 г. Сост. и ред. Г. А. Морева. Л., 1990.
- Богомолов Н. А. Михаил Кузмин: Статьи и материалы. М., 1995.
- Богомолов Н. А., Малмстад Джон Э. Михаил Кузмин: искусство, жизнь, эпоха. М., 1996, 1998; СПб., 2007.
- Панова Л. Г. Русский Египет. Александрийская поэтика Михаила Кузмина. М., 2006,  [Архівовано 29 березня 2013 у Wayback Machine.].
- Волховский Олег ФилФак. M.: Гелеос, 2009 (Роман, большая часть которого посвящена М. Кузмину)
- Malmstad John E., Bogomolov Nikolay. Mikhail Kuzmin. A Life in Art. Cambridge, Massachusetts, London, England: Harvard University Press, 1999.
- The Many Facets of Mikhail Kuzmin/ Кузмин многогранный. Ed. by Lada Panova with Sarah Pratt. Compiled and Introduced by Lada Panova. Bloomington, IN: Slavica, 2011. www.ruthenia.ru/Kuzmin_mnogogrannyj.doc.

### Статті
- Богомолов Н. А. Вячеслав Иванов и Кузмин: к истории отношений // Русская литература начала XX века и оккультизм / Н. А. Богомолов. — М.: Новое литературное обозрение, 1999. С. 211–224.
- Синявский А. «Панорама с выносками» Михаила Кузмина // Синявский А. Д. Литературный процесс в России. — М.: РГГУ, 2003. С. 287–298.